# 薛孺
薛孺（?—?），隋朝官员，出自河东薛氏，薛道衡的族兄弟。
薛道衡的儿子薛收出继给族父薛孺。薛孺坚贞耿介，不交流俗之人，涉猎经史，有才思，虽不制作大文章，所写的诗歌题咏，意趣清远。开皇年间，为侍御史、扬州总管司功参军。常日以正直立身，府僚多不与他亲近。任满之后，转任清阳令、襄城郡掾，在官任上去世。历任官职都有嘉政。与薛道衡特别友爱，薛收才出生，就给薛孺为后嗣，养在薛孺宅中。及至他长大，几乎不知道本生父。太常丞胡仲操曾在朝堂，向薛孺借小刀子割指甲。薛孺认为胡仲操不是雅士，竟不不借给他。他不肯妄交朋友，清介独行，都像这样。